# Hedysarum flavum
Hedysarum flavum là một loài thực vật có hoa trong họ Đậu. Loài này được Rupr. miêu tả khoa học đầu tiên.